# 24 Sextantis
24 Sextantis, som är stjärnans Flamsteed-beteckning, är en ensam stjärna, belägen i den mellersta delen av stjärnbilden Sextanten. Den har en skenbar magnitud av ca 6,61 och kräver åtminstone en handkikare för att kunna observeras. Baserat på parallax enligt Gaia Data Release 2 på ca 13,8 mas, beräknas den befinna sig på ett avstånd på ca 236 ljusår (ca 72 parsek) från solen. Den rör sig bort från solen med en heliocentrisk radialhastighet på ca 7 km/s.

## Egenskaper
24 Sextantis är en orange till gul underjättestjärna  av spektralklass K0 IV. Den har en massa som är ca 1,5 solmassor, en radie, som är ca 5 solradier och utsänder från dess fotosfär ca 15 gånger mera energi än solen vid en effektiv temperatur av ca 5 100 K. 

## Planetsystem
Den 26 juli 2010 meddelade teamet California and Carnegie Planet Search upptäckten av två planeter vid 24 Sextantis tillsammans med två planeter vid HD 200964. Den inre planeten är dubbelt så massiv som Jupiter och har en omloppsperiod på 453 dygn i en cirkulär bana på det genomsnittliga avståndet på 1,33 AE (199 Gm). Den yttre planeten har ca 85 procent av Jupiters massa och har 883 dygns omloppsperiod i en excentrisk bana runt stjärnan på medelavståndet 2,08 AE (312 Gm).
De två planeterna har en 2:1-resonans, vilket innebär att den yttre planeten kretsar runt stjärnan en gång när den inre planeten kretsar två gånger runt stjärnan. Planetsystemet befanns 2019 vara instabilt.